# Nathan Holman
Nathan Holman (Melbourne, 19 april 1991) is een Australische golfer.

## Amateur
Aan het einde van zijn amateurscarrière stond hij nummer 5 op de wereldranglijst (WAGR). Hij speelde toen al in het Victorian PGA Championship en het Victorian Open.

### Gewonnen
- 2011: Riversdale Cup, Portsea Open, Victorian Amateur, Southern Open
- 2012: Master of the Amateurs, Mandurah Open Amateur

## Professional
Holman ging als amateur in september 2013 naar de Stage 1 van de Tourschool op Bologna maar zijn score was twee slagen te hoog om zich voor Stage 2 te kwalificeren. Een week later werd hij professional. Zijn eerste toernooi was het PGA kampioenschap van West-Australië. Een maand later speelde hij in de Talisker Masters, waar hij na ronde 3 op de tweede plaats stond nadat hij drie rondes onder par had gespeeld. 

In 2015 ging hij weer naar de Tourschool. Holman haalde in november zijn spelerskaart en won begin december het Australian PGA Championship, dat voor het eerst meetelde voor de Race to Dubai en hem twee jaar speelrecht voor de Europese PGA Tour opleverde.

### Gewonnen
- Australian PGA Championship na play-off tegen Harold Varner III en Dylan Frittelli.